# Charlie Brown (singolo Benito di Paula)
Charlie Brown è un brano musicale di genere samba, scritto ed inciso tra il 1974 e il 1975  dal cantautore brasiliano Benito di Paula e uscito come singolo in 7". Il titolo si riferisce al personaggio Charlie Brown della serie di cartoni animati Peanuts.
Vari artisti hanno in seguito inciso una cover del brano, che è stato anche adattato in altre lingue.

## La versione originale di Benito di Paula

### Tracce
7" (Copacabana)
Testi e musiche di Benito di Paula.
1. Charlie Brown – 4:17
2. Beleza que é você mulher – 4:43

7" (Vogue/Carnaby)
Testi e musiche di Benito di Paula.
1. Charlie Brown – 4:17
2. Beleza que é você mulher – 4:43

7" (Telefunken)
Testi e musiche di Benito di Paula.
1. Charlie Brown – 4:15
2. Pare, olhe e viva – 3:55

7" (Eleven)
Testi e musiche di Benito di Paula.
1. Charlie Brown – 4:17
2. Na casa de sinha – 3:35

## Cover
Tra gli artisti che hanno inciso una cover del brano, figurano (in ordine alfabetico):
- Caravelli (versione strumentale, 1975)
- Lou Depryck
- Dolfijntjes
- Charlie Brown Family (1975)
- El Gringo
- Orchestra di Leif Kronlund (1985)
- Two Man Sound (dicembre 1975)
- Sylvia Vrethammar (1976)

### La cover dei Two Man Sound
Una cover del brano fu incisa nel dicembre 1975 dal gruppo musicale belga Two Man Sound. Il brano uscì come singolo in 7" pubblicato su etichetta Durium, Pink Elephant, Warner Bros., Vogue.
Il disco raggiunse la Top Ten delle classifiche in Germania.

#### Tracce
7" (versione 1)
1. Charlie Brown – 3:19
2. Balaffon – 2:37

7" (versione 2) 
1. Charlie Brown – 3:19
2. Goodbye Jill, Goodbye Jo – 2:52

#### Classifiche
| Classifica | Posizione massima | Nr. di settimane |
| ---------- | ----------------- | ---------------- |
| Belgio     | 26                | 2                |
| Germania   | 7                 | 21               |

## Adattamenti in altre lingue
- Il brano è stato adattato in tedesco nel 1976 da Fred Jay con il titolo Amigo Charlie Brown: questa versione è stata incisa originariamente da Benny e reincisa, tra gli altri, da Sascha Heyna e da Dieter Thomas Kuhn e la sua band (con il titolo Hey! Amigo Charlie Brown)[1][2]
- Il brano è stato adattato in nederlandese da Nathalie Prins, Gildy Florus, C. Huybregts con il titolo Is hier een party?: questa versione è stata incisa nel 2013 dal gruppo musicale belga dei Sugarfree[10]
- Il brano è stato adattato in nederlandese da Bart Kaëll con il titolo Ik wil nog wat slapen ed incisa dallo stesso Kaël nel 2013 [11]